# Grande Prêmio da Europa
O Grande Prêmio da Europa (português brasileiro) ou Grande Prémio da Europa (português europeu) foi uma corrida de Fórmula 1 que teve vinte e três edições e ocorreu alternadamente entre 1983 e 2016. Originalmente ela foi inserida no calendário como uma das alternativas ao Grande Prêmio de Nova Iorque, que deveria ocorrer em no circuito de Flushing Meadows, foi realizada pela última vez em 2016, no Circuito Urbano de Bacu, capital do Azerbaijão.

## Corrida com título honorífico
A expressão "Grande Prêmio da Europa" serviu como título honorífico para as corridas organizadas pela AIACR (antecessora da FIA), a começar pelo Grande Prêmio da Itália de 1923, seguindo-se uma prova por ano até um hiato em 1929. No ano seguinte realizou-se o Grande Prêmio da Bélgica, a derradeira a adotar o nome honorário antes da Segunda Guerra Mundial. Retomado nos anos de 1947, 1948 e 1949, serviu como denominação para o Grande Prêmio da Grã-Bretanha de 1950, primeira corrida de Fórmula 1 da história, além de outras etapas ao longo dos anos. Ao todo, 34 Grandes Prêmios foram realizados sob o nome "europeu".
O título foi empregado em vários casos, inclusive no Grande Prêmio da Bélgica de 1952, sendo esta uma corrida válida pelo calendário da Fórmula 1, mas disputada sob as regras da Fórmula 2. Por sete vezes, as etapas da Itália e da Bélgica foram designadas "Grande Prêmio da Europa", mais do que qualquer outro evento similar. A última corrida a receber tal batismo foi o Grande Prêmio da Grã-Bretanha de 1977. A partir de 1983, a alusão ao Velho Continente realçou a origem europeia da Fórmula 1 e evitou a quebra de acordos comerciais ao impedir a ocorrência de dois grandes prêmios com um mesmo nome durante o ano, a exemplo da convivência do Grande Prêmio da Itália com o Grande Prêmio de Pescara em 1957 e com o Grande Prêmio de San Marino a partir de 1981.
Às vésperas do Grande Prêmio da Grã-Bretanha de 1982, a Fórmula 1 divulgou um cronograma provisório reservando dezoito datas para 1983, número reduzido para dezessete no calendário homologado pela FISA. Contudo, o Grande Prêmio da Argentina previsto para 30 de janeiro foi cancelado, bem como o Grande Prêmio da Suíça marcado para 10 de julho, o Grande Prêmio da União Soviética fixado para 21 de agosto e o Grande Prêmio de Caesars Palace, agendado para 9 de outubro. Outra prova cancelada foi o Grande Prêmio de Nova York em Flushing Meadows programado para 25 de setembro, mas neste caso a data foi mantida e nela os responsáveis pelo circuito de Brands Hatch encaixaram um "tapa-buraco": a primeira edição autônoma do Grande Prêmio da Europa, evento realizado mais duas vezes.

## Corrida efetiva na Fórmula 1

### Brands Hatch 1983
Situado na cidade de West Kingsdown, no condado inglês de Kent, o autódromo de Brands Hatch estreou na Fórmula 1 ao sediar o Grande Prêmio da Grã-Bretanha de 1964, alternando tal condição com o Circuito de Silverstone nos anos ímpares. No momento em que Brands Hatch foi escolhido para hospedar o Grande Prêmio da Europa de 1983, o mesmo já havia sido palco de dez edições da prova britânica e recebeu a Corrida dos Campeões de 1983, último evento extracampeonato na história da Fórmula 1, realizada em 10 de abril do referido ano.
A edição inaugural do Grande Prêmio da Europa, em 25 de setembro de 1983, marcou a primeira pole position do italiano Elio de Angelis, piloto da Lotus, embora o mesmo não tenha liderado uma volta sequer. Ao final da contenda o pódio foi composto por Nelson Piquet, Alain Prost e Nigel Mansell. Graças a esse resultado, o brasileiro da Brabham alcançou a vice-liderança do certame com 55 pontos, dois a menos que o francês da Renault a uma corrida da decisão, no Grande Prêmio da África do Sul. Companheiro de Elio de Angelis no time fundado por Colin Chapman, o britânico Nigel Mansell comemorou o seu primeiro pódio "caseiro" e marcou a volta mais rápida de uma corrida pela primeira vez na carreira.

### Nürburgring 1984
Originalmente um circuito de quase 23 km localizado próximo à cidade que lhe dá o nome, Nürburgring recepcionou trinta e cinco edições do Grande Prêmio da Alemanha, a última das quais em 1976, ano do pavoroso (e quase fatal) acidente de Niki Lauda. Retirado do calendário a partir dali, o referido circuito teve sua extensão reduzida para menos de cinco quilômetros sendo reinaugurado em 12 de maio, quando Ayrton Senna venceu a Corrida dos Campeões de Nurburgring, um teste para o Grande Prêmio da Europa de 1984, realizado em 7 de outubro. Segundo colocado no grid, Alain Prost venceu a corrida enquanto Niki Lauda terminou na quarta posição após sair em décimo quinto, resultado que manteve o austríaco no topo da tabela, 3,5 pontos adiante do francês, seu parceiro na equipe McLaren, a uma corrida para a decisão do título, cujo desenlace seria no Grande Prêmio da Espanha numa pista de rua na cidade de Fuengirola, local transferido para o Autódromo do Estoril, base do Grande Prêmio de Portugal de 1984.

### Brands Hatch 1985
Prévia para a decisão do campeonato mundial por duas vezes, o Grande Prêmio da Europa decidiu o título de 1985 numa refrega entre Alain Prost e Michele Alboreto. Atrás de uma primeira fila formada por brasileiros com Ayrton Senna na frente de Nelson Piquet, os candidatos ao título sofreram alguns percalços: a McLaren de Prost foi para a grama logo no começo da prova para evitar uma batida e despencou do sexto para o décimo quarto posto, enquanto a Ferrari de Alboreto subiu do décimo quinto para o nono lugar, embora a pontuação na tabela beneficiasse o francês, que precisaria marcar apenas dois pontos a mais que o rival italiano para sagrar-se campeão graças ao número de vitórias. Quanto à corrida, a pole position de Senna garantiu-lhe apenas oito voltas na liderança antes de ser acossado pelas Williams de Nigel Mansell e Keke Rosberg. No tocante ao título, as coisas ficaram mais fáceis quando o motor de Alboreto quebrou após treze voltas. Em determinado momento, o brasileiro da Lotus caiu para o quarto lugar devido ao mau estado dos pneus, recuperando a vice-liderança após a quebra dos motores da Ligier de Jacques Laffite e da Brabham de Marc Surer. A essa altura Mansell liderava com folga e Rosberg vinha em terceiro após ultrapassar Prost, e como essas posições não mudaram, Alain Prost conseguiu seu primeiro título e Nigel Mansell celebrou a primeira vitória de sua carreira num pódio com Ayrton Senna e Keke Rosberg.

### Fora do calendário
Divulgado pela FISA em 9 de outubro de 1985, o calendário para 1986 excluiu o Grande Prêmio da Europa e o Grande Prêmio dos Países Baixos do calendário, apresentando uma temporada menor com dezessete provas repartidas em sete meses. Examinando o documento, foi possível notar o retorno do Grande Prêmio da Espanha e do Grande Prêmio do México ao topo do automobilismo, mas nenhuma notícia foi mais impactante que a realização do Grande Prêmio da Hungria, o primeiro da Fórmula 1 na história a ser realizado em um país da antiga Cortina de Ferro e também em um país de regime comunista. As datas previstas no calendário foram cumpridas, exceto a prova do dia 9 de março, originalmente destinada para a abertura da temporada com o provável retorno do Grande Prêmio da Argentina ou então a continuidade do Grande Prêmio da África do Sul.

## Retorno após um hiato

### Em Donington Park
Em 1990, o empresário japonês Tomonori Tsurumaki construiu o autódromo de Autopolis que seria inaugurado um pouco antes do primeiro Grande Prêmio da Ásia em substituição ao Grande Prêmio do México em 1993. Marcada para 4 de abril, a prova seria a terceira etapa do campeonato daquele ano, mas fatos subsequentes levaram ao cancelamento da mesma, obrigando a FISA a adiar em duas semanas as corridas da África do Sul e do Brasil. Para preencher a lacuna, Bernie Ecclestone acatou uma ideia de Tom Wheatcroft e inseriu Donington Park de última hora no certame. Em um domingo chuvoso, Ayrton Senna largou em quarto lugar e foi prensado pela Benetton de Michael Schumacher, forçando o brasileiro a posicionar-se no lado interno da pista antes de superar o rival, posicionando-se a seguir ao lado da Sauber de Karl Wendlinger, que seria ultrapassada. Em poucas curvas, Senna suplantou as Williams de Damon Hill e Alain Prost, assumindo a liderança em menos de uma volta. Sob chuva constante, Ayrton Senna conservou o primeiro lugar, fez cinco pit stops, usou pneus para pista seca por trinta e duas voltas e venceu a quarta edição do Grande Prêmio da Europa quase um minuto e meio à frente de Damon Hill e uma volta adiante de Alain Prost, os quais subiram ao pódio junto com o então piloto da McLaren.

### Espanhóis e alemães
Sede do Grande Prêmio da Espanha até 1990, o circuito de Jerez foi preterido por seu congênere em Barcelona e removido do calendário a partir do ano seguinte, mas retornou ao calendário como alternativa ao cancelamento do Grande Prêmio da Argentina, marcado para 16 de outubro. Devido ao atraso nas obras em Buenos Aires, a data em questão foi ocupada pelo Grande Prêmio da Europa de 1994 e nele o alemão Michael Schumacher, então na Benetton, voltou às pistas após uma suspensão de duas corridas por decisão da FIA e venceu a corrida, assim como venceu o Grande Prêmio da Europa de 1995, ano em que a "prova itinerante" regressou a Nürburgring.
Vencedor das 500 Milhas de Indianápolis de 1995 e campeão da Fórmula Indy pela Green naquele mesmo ano, o canadense Jacques Villeneuve foi outro que adaptou-se bem a esse rodízio de pistas. Contratado pela Williams, o filho de Gilles Villeneuve conseguiu sua primeira vitória na Fórmula 1 em Nürburgring ao vencer o Grande Prêmio da Europa de 1996 após um duelo com a Ferrari de Michael Schumacher. No ano seguinte, quando o Circuito de Jerez ocupou o lugar destinado ao Grande Prêmio de Portugal, o alemão jogou seu carro contra o rival durante a quadragésima oitava volta, na freada para a curva Dry Sack, mas o ângulo da batida fez Schumacher sair da pista, atolar na brita e abandonar a corrida, torcendo para que Villeneuve tivesse o mesmo destino (ou não pontuasse) afim de garantir o título, mas o piloto da Williams liderou até a penúltima volta, quando cedeu à vitória e o segundo lugar a Mika Häkkinen e David Coulthard, dupla da McLaren. Sobre Jacques Villeneuve, o terceiro lugar no Grande Prêmio da Europa de 1997 foi o suficiente para a conquista do título mundial. Cabe, por fim, um registro: o finlandês do time de Woking venceu pela primeira vez em sua carreira e a sua equipe conseguiu a primeira dobradinha desde a vitória de Gerhard Berger no Grande Prêmio do Japão de 1991, quando Ayrton Senna finalizou em segundo e chegou ao tricampeonato.
Por razões contratuais, a pista de Nürburgring foi o palco do Grande Prêmio de Luxemburgo na última vitória de Jacques Villeneuve em 1997 e em mais um confronto entre Mika Häkkinen e Michael Schumacher num duelo vencido pelo finlandês em 1998, ano em que o Grande Prêmio da Europa não figurou no calendário. A partir do ano seguinte, Nürburgring sediou nove edições do Grande Prêmio da Europa, a começar por 1999, ano marcado por dois fatos simultâneos: a única vitória da equipe Stewart e última na carreira de Johnny Herbert. Quanto aos torcedores germânicos, estes foram brindados com cinco vitórias do clã Schumacher: quatro com a Ferrari de Michael (2000, 2001, 2004, 2006) e uma com a Williams de Ralf (2003), esta impulsionada pelo motor BMW. A lista de vencedores em Nürburgring inclui ainda Rubens Barrichello pela Ferrari em 2002 e Fernando Alonso pela Renault em 2005 e McLaren em 2007. Neste momento, a FIA e o Formula One Group já haviam decidido alternar o Grande Prêmio da Alemanha entre Hockenheimring e Nürburgring. Porém, o circuito encravado em Nürburg deixou o calendário após a vitória de Sebastian Vettel pela Red Bull Racing no Grande Prêmio da Alemanha de 2013, sucumbindo aos problemas financeiros anos mais tarde. Os efeitos nocivos da Pandemia de COVID-19, entretanto, solaparam a Fórmula 1, permitindo que Nürburgring fosse o local designado para o Grande Prêmio de Eifel de 2020, onde Lewis Hamilton igualou as 91 vitórias de Michael Schumacher.
Com a pista de Nürburgring comprometida em sediar outro evento, a Espanha voltou a receber o Grande Prêmio da Europa, mas ao invés de Jerez, a Fórmula 1 recorreu ao Circuito Urbano de Valência, cuja prova inaugural aconteceu em 2008 e foi vencida pela Ferrari de Felipe Massa. Em 2009, a referida pista entrou para a história quando Rubens Barrichello, então na Brawn, conquistou a centésima vitória brasileira na categoria. Nos anos de 2010 e 2011, o alemão Sebastian Vettel triunfou pela Red Bull Racing e em 2012 a pista de Valência despediu-se do calendário com uma vitória do espanhol Fernando Alonso. Então piloto da Ferrari, ele tornou-se o único a vencer o Grande Prêmio da Europa por três equipes diferentes. Ao seu lado na cerimônia de premiação estavam Kimi Räikkönen, da Lotus, e Michael Schumacher, da Mercedes, este celebrando o último pódio de sua longeva carreira. Após este dia, o circuito de Valência foi relegado ao abandono.

### Algo europeu na Ásia
O Grande Prêmio da Europa de 2016 teve como sede a capital azeri, Bacu. Naquele momento, os organizadores, contudo, não explicaram o do por que a prova recebeu esse nome, uma vez que o Azerbaijão, outrora parte da antiga União Soviética e localizado às margens do mar Cáspio, é um país transcontinental estendendo-se da Europa à Ásia (Bacu está localizada na parte asiática do país). Em termos automobilísticos, a estreia do país como etapa da Fórmula 1 foi marcada por uma vitória do alemão Nico Rosberg, da Mercedes. Desde 2017, o evento realizado no Circuito Urbano de Bacu passou a ser chamado de Grande Prêmio do Azerbaijão.

## Grande Prêmio da Europa

### Vencedores por ano
| Ano                                                                      | Piloto             | Construtor              | Local          | Resumo   |
| ------------------------------------------------------------------------ | ------------------ | ----------------------- | -------------- | -------- |
| 1983                                                                     | Nelson Piquet      | Brabham-BMW             | Brands Hatch   | Detalhes |
| 1984                                                                     | Alain Prost        | McLaren-TAG/Porsche     | Nürburgring    | Detalhes |
| 1985                                                                     | Nigel Mansell      | Williams-Honda          | Brands Hatch   | Detalhes |
| Não realizado entre 1986 e 1992                                          |                    |                         |                |          |
| 1993                                                                     | Ayrton Senna       | McLaren-Ford            | Donington Park | Detalhes |
| 1994                                                                     | Michael Schumacher | Benetton-Ford           | Jerez          | Detalhes |
| 1995                                                                     | Michael Schumacher | Benetton-Renault        | Nürburgring    | Detalhes |
| 1996                                                                     | Jacques Villeneuve | Williams-Renault        | Nürburgring    | Detalhes |
| 1997                                                                     | Mika Häkkinen      | McLaren-Mercedes        | Jerez          | Detalhes |
| Não realizado em 1998                                                    |                    |                         |                |          |
| 1999                                                                     | Johnny Herbert     | Stewart-Ford            | Nürburgring    | Detalhes |
| 2000                                                                     | Michael Schumacher | Ferrari                 | Nürburgring    | Detalhes |
| 2001                                                                     | Michael Schumacher | Ferrari                 | Nürburgring    | Detalhes |
| 2002                                                                     | Rubens Barrichello | Ferrari                 | Nürburgring    | Detalhes |
| 2003                                                                     | Ralf Schumacher    | Williams-BMW            | Nürburgring    | Detalhes |
| 2004                                                                     | Michael Schumacher | Ferrari                 | Nürburgring    | Detalhes |
| 2005                                                                     | Fernando Alonso    | Renault                 | Nürburgring    | Detalhes |
| 2006                                                                     | Michael Schumacher | Ferrari                 | Nürburgring    | Detalhes |
| 2007                                                                     | Fernando Alonso    | McLaren-Mercedes        | Nürburgring    | Detalhes |
| 2008                                                                     | Felipe Massa       | Ferrari                 | Valência       | Detalhes |
| 2009                                                                     | Rubens Barrichello | Brawn-Mercedes          | Valência       | Detalhes |
| 2010                                                                     | Sebastian Vettel   | Red Bull Racing-Renault | Valência       | Detalhes |
| 2011                                                                     | Sebastian Vettel   | Red Bull Racing-Renault | Valência       | Detalhes |
| 2012                                                                     | Fernando Alonso    | Ferrari                 | Valência       | Detalhes |
| Não realizado entre 2013 e 2015                                          |                    |                         |                |          |
| 2016                                                                     | Nico Rosberg       | Mercedes                | Bacu           | Detalhes |
| O circuito de Bacu sediou o Grande Prêmio do Azerbaijão a partir de 2017 |                    |                         |                |          |
| Fontes:                                                                  |                    |                         |                |          |

### Vitórias por piloto
| 6       | Michael Schumacher | 1994, 1995, 2000, 2001, 2004, 2006 |
| 3       | Fernando Alonso    | 2005, 2007, 2012                   |
| 2       | Rubens Barrichello | 2002, 2009                         |
| 2       | Sebastian Vettel   | 2010, 2011                         |
| 1       | Nelson Piquet      | 1983                               |
| 1       | Alain Prost        | 1984                               |
| 1       | Nigel Mansell      | 1985                               |
| 1       | Ayrton Senna       | 1993                               |
| 1       | Jacques Villeneuve | 1996                               |
| 1       | Mika Hakkinen      | 1997                               |
| 1       | Johnny Herbert     | 1999                               |
| 1       | Ralf Schumacher    | 2003                               |
| 1       | Felipe Massa       | 2008                               |
| 1       | Nico Rosberg       | 2016                               |
| Fontes: |                    |                                    |

### Vitórias por equipe
| 7       | Ferrari         | 2000, 2001, 2002, 2004, 2006, 2008, 2012 |
| 4       | McLaren         | 1984, 1993, 1997, 2007                   |
| 3       | Williams        | 1985, 1996, 2003                         |
| 2       | Benetton        | 1994, 1995                               |
| 2       | Red Bull Racing | 2010, 2011                               |
| 1       | Brabham         | 1983                                     |
| 1       | Stewart         | 1999                                     |
| 1       | Renault         | 2005                                     |
| 1       | Brawn           | 2009                                     |
| 1       | Mercedes        | 2016                                     |
| Fontes: |                 |                                          |

### Vitórias por país
| Total | País        | Vitórias                                                   |
| ----- | ----------- | ---------------------------------------------------------- |
| 10    | Alemanha    | 1994, 1995, 2000, 2001, 2003, 2004, 2006, 2010, 2011, 2016 |
| 5     | Brasil      | 1983, 1993, 2002, 2008, 2009                               |
| 3     | Espanha     | 2005, 2007, 2012                                           |
| 2     | Reino Unido | 1985, 1999                                                 |
| 1     | França      | 1984                                                       |
| 1     | Canadá      | 1996                                                       |
| 1     | Finlândia   | 1997                                                       |

### Recordes de pista
|                       |                       |                         |          |          |      |
| Brands Hatch          | País/Piloto           | Chassi/Motor            | Tempo    | Extensão | Ano  |
| Pole position         | Ayrton Senna          | Team Lotus-Renault      | 1:07.169 | 4.207 km | 1985 |
| Melhor volta na prova | Jacques Laffite       | Ligier-Renault          | 1:11.526 | 4.207 km | 1985 |
|                       |                       |                         |          |          |      |
| Nürburgring           | País/Piloto           | Chassi/Motor            | Tempo    | Extensão | Ano  |
| Pole position         | Michael Schumacher    | Ferrari                 | 1:28.351 | 5.148 km | 2004 |
| Melhor volta na prova | Michael Schumacher    | Ferrari                 | 1:29.468 | 5.148 km | 2004 |
|                       |                       |                         |          |          |      |
| Donington Park        | País/Piloto           | Chassi/Motor            | Tempo    | Extensão | Ano  |
| Pole position         | Alain Prost           | Williams-Renault        | 1:10.458 | 4.023 km | 1993 |
| Melhor volta na prova | Ayrton Senna          | McLaren-Ford            | 1:18.029 | 4.023 km | 1993 |
|                       |                       |                         |          |          |      |
| Jerez                 | País/Piloto           | Chassi/Motor            | Tempo    | Extensão | Ano  |
| Pole position         | Jacques Villeneuve    | Williams-Renault        | 1:21.072 | 4.428 km | 1997 |
| Melhor volta na prova | Heinz-Harald Frentzen | Williams-Renault        | 1:23.135 | 4.428 km | 1997 |
|                       |                       |                         |          |          |      |
| Valência              | País/Piloto           | Chassi/Motor            | Tempo    | Extensão | Ano  |
| Pole position         | Sebastian Vettel      | Red Bull Racing-Renault | 1:36.975 | 5.419 km | 2011 |
| Melhor volta na prova | Timo Glock            | Toyota                  | 1:38.683 | 5.419 km | 2009 |
|                       |                       |                         |          |          |      |
| Bacu                  | País/Piloto           | Chassi/Motor            | Tempo    | Extensão | Ano  |
| Pole position         | Nico Rosberg          | Mercedes                | 1:42.758 | 6.003 km | 2016 |
| Melhor volta na prova | Nico Rosberg          | Mercedes                | 1:46.485 | 6.003 km | 2016 |

### Circuitos utilizados
| Total | Circuitos      | Edições                                                                |
| ----- | -------------- | ---------------------------------------------------------------------- |
| 12    | Nürburgring    | 1984, 1995, 1996, 1999, 2000, 2001, 2002, 2003, 2004, 2005, 2006, 2007 |
| 5     | Valência       | 2008, 2009, 2010, 2011, 2012                                           |
| 2     | Brands Hatch   | 1983, 1985                                                             |
| 2     | Jerez          | 1994, 1997                                                             |
| 1     | Donington Park | 1993                                                                   |
| 1     | Bacu           | 2016                                                                   |

Circuito Urbano de Bacu (Azerbaijão) - 2016
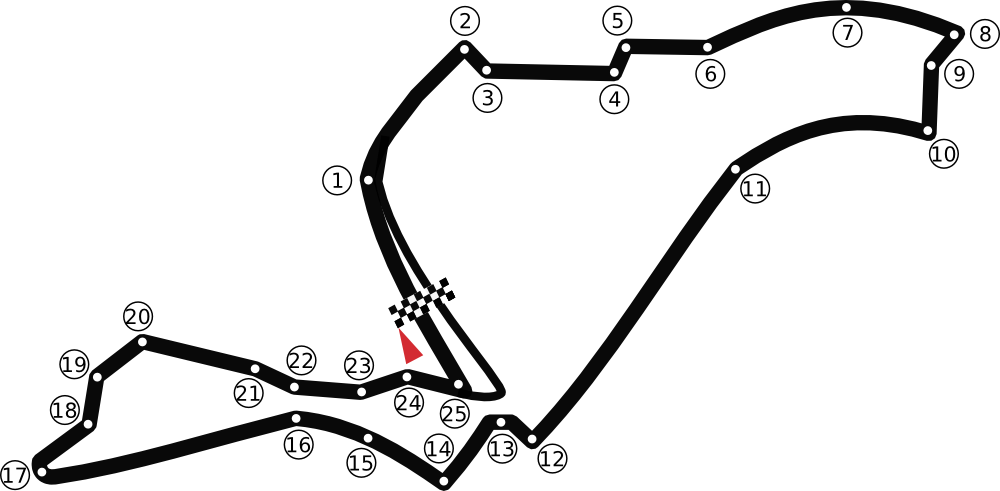
Circuito Urbano de Valência (Espanha) - 2008-2012
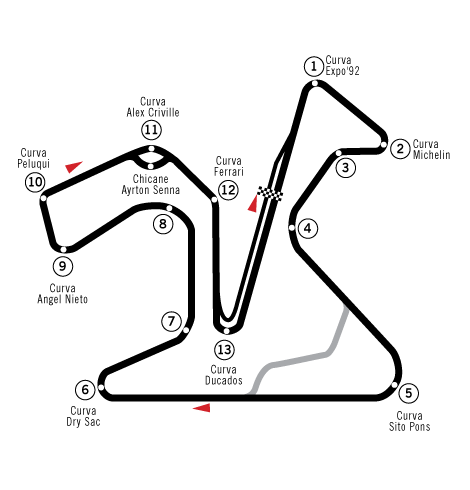
Circuito de Jerez (Espanha) - 1994 e 1997
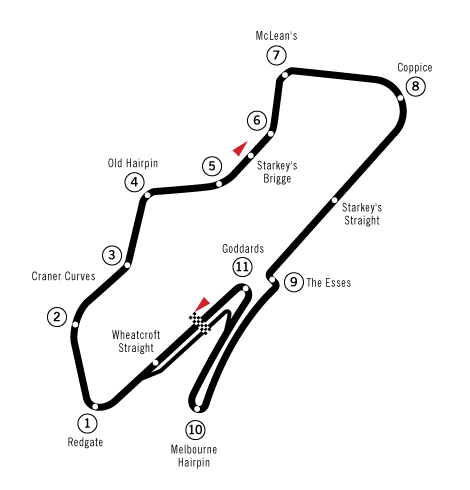
Donington Park (Inglaterra) - 1993
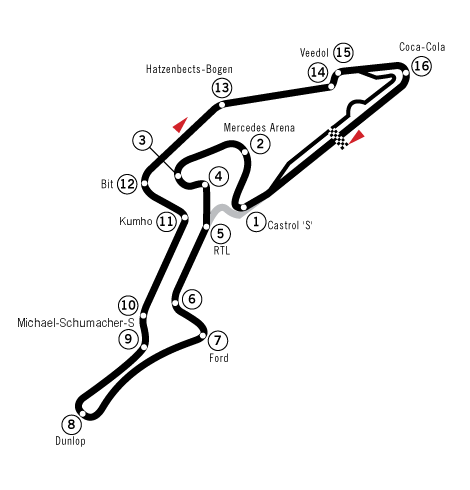
Nürburgring (Alemanha) - 1984, 1995-1996, 1999-2007